# عبد الباري الزمزمي
عبد الباري الزمزمي بن الصديق الغماري الإدريسي الحسني الهاشمي (1943 - 10 فبراير 2016) رجل دين مغربي، من أبرز علماء المنهج الوسطي في المغرب العربي، رئيس الجمعية المغربية للدراسات والبحوث في فقه النوازل. وهو عضو مؤسس في الاتحاد العالمي لعلماء المسلمين وهو أيضا عضو مشارك في الحملة العالمية ضد العدوان. كما شغل منصب عضو في مجلس النواب المغربي، وكان النائب الوحيد المنتمي لحزب النهضة والفضيلة. ويعتبر من أعداء العلمانيين والاشتراكيين في المغرب بسبب الاشتباكات اللسانية والفكرية التي تقع بينهم. والده هو العلامة المغربي محمد بن الصديق الزمزمي.

## مسيرته العلمية
ولد عبد الباري سنة 1943م في مدينة طنجة وهو أكبرُ ثلاثة إخوة أبناءٍ لمحمد بن الصديق الزمزمي، يأتي بعده أخوه صهيب، ثم أبيّ بن الصديق. أتقن حفظ القرآن الكريم وهو لا يزال صغيراً، كما تلقى العلوم الشرعية في الفقه والحديث والتفسير من والده. فسلك طريق والده وأعمامه في العمل الدعوي منذ ستينيات القرن العشرين من خلال الخطب والدروس الدينية بمساجد مدينة طنجة والمدن المجاورة. وكان والده قد أسس مسجد «هدي الرسول» سنة 1975، حيث ألقى فيه مجموعة من الدروس والخطب والمحاضرات، قبل أن يتم تحويل جزء من بناء المسجد إلى «مدرسة الزمزمي للتعليم العتيق الخاص»، والتي تخرج منها عدد من الطلبة.
فانتقل عبد الباري سنة 1976م إلى الدار البيضاء ليلقي خطبة الجمعة بعدد من المساجد، قبل أن يستقر إماماً وخطيباً لمسجد الحمراء بالمدينة القديمة. وقد تعرض لمضايقات من طرف السلطة التي أمرت بتوقيفه ومنعه من أداء خطبة الجمعة أربع مرات، سنوات 1978 و 1979 و 2000 و 2001.

### النوازل
كان الشيخ الزمزمي فقيها نوازليا، ولفقه النوازل في المغرب تاريخ عريض وسجل حافل؛ وهو فقه يتعامل مع المستجدات التي لا قبل للناس بها، ويُعامل قضايا لا يجد الناس لها حلولا، فيفسح للناس في ما ضاقت بهم الأحوال، سعيا وراء رفع الحرج عنهم ومحاولة مطابقة المستجدات مع الشرع.
وكونه من شمال المغرب فإن النوازل قد نشطت بشكل قوي في هذه المنطقة في الماضي، حسب قول الباحث عمر بنميرة في كتابه «النوازل والمجتمع: مساهمة في دراسة تاريخ البادية في المغرب الوسيط»، حتى كادت هذه المنطقة تنزع مشعل النوازل من العاصمة العلمية فاس. نظرا لاحتكاك هذه المنطقة بالأندلس، وهي التي عايشت ثقافة أوروبية تمازجت مع الفقه المالكي، فولد هذا التمازج فكرا جديدا ناتجا عن حالة التناظر بين ثقافتين، ومؤلفات الشاطبي؛ ككتاب الموافقات، تعبير عن حالة التلاقي بين ثقافتين والتوافق بينهما، كما هي أيضا ترجمة لحالة المطابقة بين الشرع وأعراف الناس.

### الدعوى والفتوى
يعتبر عبد الباري الزمزمي من الداعين إلى وحدة العلماء والحركات الإسلامية العاملة في الساحة، وله في هذا الباب مبادرة ضمنها في كتابه«آفاق الصحوة الإسلامية بالمغرب»، ساهمت هذه المبادرة في إثمار الوحدة التي أعلنت في ما بعد بين جمعية الرابطة الإسلامية وحركة الإصلاح والتجديد التي أصبحتا تكونان حركة واحدة هي حركة التوحيد والإصلاح الحالية.
كما كان من المؤسسين لـ«الجمعية المغربية للدراسات والبحوث في فقه النوازل» وعضو مؤسس في «الاتحاد العالمي لعلماء المسلمين» وقد حضر مؤتمره التأسيسي في العاصمة البريطانية لندن. وهو عضو مشارك في «الحملة العالمية ضد العدوان»، كما أنه حضر مؤتمر الوحدة الإسلامية الذي ترعاه الجمهورية الإسلامية الإيرانية.
تولى لعدة سنوات الإجابة عن فتاوى الناس من داخل المغرب وخارجه في «ركن الفتوى» على صفحات جريدة «الراية» وجريدة «التجديد» التي توقف، فيما بعد، عن الإفتاء فيها بعد التصرف في فتوى له نشرت بالجريدة المذكورة، صدر في شتنبر 2001، على خلاف ما أفتى به، عندما نفى الشهادة عن الزعيم الاتحادي المهدي بنبركة. كما أنه يتولى الإجابة ـ أحيانا ـ عن «الفتاوى المباشرة» في القسم الشرعي من موقع «إسلام أون لاين».
تتميز دعوته ببعده عن الجمود والتقليد وميله للاجتهاد، آخذا بعين الاعتبار الواقع المعيش والتطور الذي عرفته حياة الناس في هذا العصر. وكان الزمزمي يجيز ممارسة الاستمناء.

### وفاته
بعد أن ألم به مرض خبيث في الدم، اضطر إلى ملازمة إحدى المصحات المختصة بالدار البيضاء، وأغلق هاتفه، ولم يعد يرد على الاتصالات التي ترد إليه.
وفي 10 فبراير 2016 غادر الزمزمي المصحة الخاصة التي كان يتردد عليها للعلاج، أزيد من شهر، في اتجاه بيته بمدينة طنجة، بعد أن رخص له الطبيب المختص بذلك، عبر سيارة إسعاف، ويلتحق بأسرته هناك، وتوفي بعد وقت قصير فقط من وصوله إلى المنزل. وشيّع جثمانه انطلاقا من بيته، الكائن بحي ادرادب، نحو مسجد «هدي الرسول»، بحضور عدد كبيرٍ من أفراد عائلته، وتلامذته ومعارفه.

## من أقواله
- «فصل الدين عن الدولة هي في الواقع رفض للأحكام الشرعية.»[5]
- «الأحكام المتعلقة بالسياسة والعلاقات الخارجية تمثل نحو 70% من الأحكام الشرعية في الإسلام.»[5]
- «مصر لها معاهدة سلام مع إسرائيل، هنا لا يجوز لمصر أن تعين دولة عربية لو طلبت منها العون لمحاربة إسرائيل، هذه امثلة على القواعد السياسية في الإسلام.»[5]

## وصلات خارجية
- موقع الشيخ الزمزمي